# Lâu đài Viniansky
Lâu đài Viniansky (tiếng Slovakia: Viniansky hrad, tên gọi khác: Vinné, hay Vinná) là tàn tích của một tòa lâu đài được xây dựng theo phong cách kiến trúc Gothic vào thế kỷ 13. Lâu đài thuộc địa phận làng Vinné, vùng Košice, Slovakia. Công trình này được xây dựng ở độ cao 325,3 mét so với mực nước biển. Vào ngày 23 tháng 3 năm 1963, lâu đài Viniansky được ghi danh vào Danh sách Di tích Trung ương theo quyết định của Bộ Văn hóa Cộng hòa Slovakia.

## Lịch sử
Trong thời Trung cổ, tên gọi của lâu đài là Nogmihal, Nagy Mihály. Vào đầu thế kỷ 14, lâu đài này cùng với các lâu đài khác gần đó (lâu đài Brekov, lâu đài Jasenov, và một số lâu đài khác) được sử dụng làm công trình phòng vệ để bảo vệ con đường dẫn đến Ba Lan.
Trong cuộc chiến giữa vua Hungary Matej và vua Ba Lan Kazimir IV diễn ra vào năm 1466, công trình này bị hư hại nghiêm trọng. Lâu đài được sửa chữa và tăng cường lại vào đầu thế kỷ 16. Trong cùng thế kỷ, vào năm 1594, quân đội hoàng gia lại tàn phá lâu đài. Sau đó, lâu đài được sửa chữa một lần nữa. Vào đầu thế kỷ 18, cuộc nổi loạn chống lại gia tộc Habsburg lại khiến lâu đài Viniansky bị phá hủy và trở thành tàn tích (tồn tại cho đến ngày nay).